# Szovják István
Szovják István (Budapest, 1931. december 12. – Budapest, 1985. október 18.) kétszeres magyar bajnok labdarúgó, csatár.

## Pályafutása
1954 és 1956 között a Bp. Honvéd labdarúgója volt. Tagja volt az 1954-es és az 1955-ös idényben bajnokságot nyert kispesti csapatnak. 1956 után a Tatabányai Bányász labdarúgója volt.

## Sikerei, díjai
- Magyar bajnokság
  - bajnok: 1954, 1955